# سعداله مسعودیان
سعدالله مسعودیان (زاده ۱۳۴۱ خورشیدی در دامغان) دیپلمات اهل ایران و مشاور وزیر امور خارجه، مدیرکل امور مجلس و نماینده جمهوری اسلامی ایران در اقلیم کردستان است.
وی را از رابطین جمهوری اسلامی ایران و کردستان در منطقه دانسته که در زمان مسئولیت وی، روابط ایران با اقلیم کردستان مطلوب گردیده است. او از فرماندهان و جانبازان جنگ ۸ ساله‌ی ایران و عراق است. مسعودیان هم اکنون مدیرکل پارلمانی وزارت خارجه و مشاور وزیر در امور ایثارگران میباشد.

## تحصیلات
کارشناسی روابط بین الملل از دانشکده وزارت امور خارجه (۱۳۷۰)
کارشناسی ارشد روابط بین‌الملل. سعداله مسعودیان به زبانهای عربی و انگلیسی مسلط است.

## سوابق
- مشاور وزیر امور خارجه
- مدیرکل امور مجلس و قوانین وزارت امور خارجه
- رییس نمایندگی جمهوری اسلامی ایران در اقلیم کردستان عراق (۱۳۹۴ تاکنون)
- معاون مدیرکل ارزشیابی وزارت امور خارجه (۱۳۹۰ تا ۱۳۹۴)
- رئیس اداره ارزشیابی وزارت امور خارجه (۱۳۸۹ تا ۱۳۹۰)
- دیپلمات سفارت ایران در اتریش
- دیپلمات سفارت ایران در واتیکان
- طراح طرح گفتگوی بین ادیان و تصویب آن در سازمان ملل در راستای گفتگوی تمدنها

## آثار

### مقالات
- واتیکان در دوسوی توازن (۱۳۷۹)
- چالش کلیسای کاتولیک در برابر ادیان نوظهور مسیحیت (۱۳۸۸)
- تحولات خاورمیانه و مطالعه موردی سوریه، فصلنامه مطالعات راهبردی (علمی – پژوهشی) (۱۳۸۰)

## تدریس
- مدرس دانشگاه آزاد اسلامی و پیام نور

- کارگاه‌های مذاکره‌ی تجاری بین‌الملل